# C/2001 A2
C/2001 A2 – kometa długookresowa, która rozpadła się na co najmniej trzy fragmenty. Dwa największe z nich to C/2001 A2-A i C/2001 A2-B.

## Odkrycie i orbita
Kometę tę odkryto w programie LINEAR 3 stycznia 2001 roku.
Orbity składników komety C/2001 A2 mają kształt bardzo wydłużonych elips o mimośrodzie odpowiednio 0,9997 (C/2001 A2-A) i 0,9993 (C/2001 A2-B). Ich peryhelia znajdują się w odległości 0,77905 i 0,77901 j.a., aphelia zaś aż 5060 oraz 2236 j.a. od Słońca. Ich okres obiegu wokół Słońca wynosi 127299 i 37412 lat, nachylenie do ekliptyki to wartości 36,49˚ oraz 36,48°.